# Jimmy jazz
Pour les articles homonymes, voir Jimmy.
 (juillet 2025).
Pour plus de détails, voir Fiche technique et Distribution.
Jimmy jazz est un court métrage français de Laurent Perrin réalisé en 1982. Le titre fait référence à une chanson des Clash.

## Fiche technique
- Réalisation : Laurent Perrin
- Scénario et dialogues : Pascal Bonitzer et Laurent Perrin
- Photographie : Dominique Le Rigoleur
- Durée : 26 minutes

## Synopsis
Fabrice, un disquaire, tombe en admiration devant un musicien de jazz, dont la particularité est d'être son voisin de palier. Il va aussi tomber amoureux d'Anita, la compagne du musicien, tant il est vrai que l'on se prend toujours de passion pour l'être qu'a choisi d'aimer la personne qu'on aime.

## Distribution
- Fabrice Luchini : Fabrice
- Bruce Grant
- Caroline Loeb
- Valérie Mairesse

## Distinctions
- Prix du public au festival de Lille en 1982.